# Martinj Vrh
Martinj Vrh je naselje u slovenskoj Općini Železniku. Martinj Vrh se nalazi u pokrajini Gorenjskoj i statističkoj regiji Gorenjskoj. 

## Stanovništvo
Prema popisu stanovništva iz 2002. godine naselje je imalo 232 stanovnika.